# 인터폴 특명
《인터폴 특명》(영어: Freefall)는 1994년에 개봉한 미국의 영화이다.

## 한국판 성우진(SBS)
- 김관철 - 오라이언(에릭 로버츠)
- 엄주환 - 덱스(제프 파헤이)
- 정미숙 - 케이티(파멜라 기들리)
- 한상혁 - 라울(앤서니 프리디혼)
- 박태호 - 호너(론 스머책)
- 이재명 - 프란시스코(제임스 와일)
- 이윤선 - 이사
- 강구한 - 제이콥(테드 리 플랫)
- 곽대홍 - 요원
- 김영훈 - 니부(럭키 샤방구)
- 양정애 - 비서(제니퍼 스테인)